# Penn Zero: Eroe Part-Time
Penn Zero: Eroe Part-Time (Penn Zero: Part-Time Hero) è una serie animata statunitense che è in onda negli Stati Uniti dal 5 dicembre 2014 su Disney XD. Il 22 aprile 2015 la serie è stata rinnovata per una seconda stagione, la quale, il 19 luglio 2016 è stata confermata essere anche l'ultima. È stata trasmessa negli Stati Uniti il 10 luglio fino al 28 luglio 2017 con un episodio di 1 ora.
In Italia è in onda dal 30 novembre 2015 su Disney XD (Italia).

## Trama
La serie segue le avventure di Penn Zero, che inaspettatamente eredita il lavoro dei suoi genitori: essere un eroe part-time. Penn Zero deve quindi attraversare varie dimensioni per salvare le persone in pericolo. Con l'aiuto dei suoi amici, Boone e Sashi deve salvare il mondo da Rippen, un cattivo part-time e insegnante d'arte di Penn e Larry, il suo aiutante part-time e preside della scuola dove frequenta Penn.

## Personaggi

### Personaggi principali
- Penn Zero: è il protagonista della serie e eroe part-time. È figlio di due eroi a tempo pieno. Penn vive con la zia Rose e lo zio Chuck dopo che Rippen ha intrappolato i suoi genitori in una pericolosa dimensione. Così decide di andare in missione insieme ai suoi migliori amici Sashi e Boone. Spesso comunica con i suoi genitori per chiedere consigli grazie a un dispositivo multiversale.
Voce originale: Thomas Middleditch
Voce italiana: Manuel Meli
- Boone Wiseman: Un amico di Penn e ragazzo saggio part-time. Boone spesso sconcerta gli amici con i suoi metodi non convenzionali, a volte Penn lo trova frustrante. Anche se non è la mente più brillante del gruppo, tuttavia, il suo stile non ortodosso dimostra essere efficace per aiutare i suoi amici a compiere le missioni. In un episodio, Boone è stato a un certo punto una vittima di grave Idrofobia, ma poi la vince dopo un tour in uno strano mondo oceanico. I suoi genitori, come quelli Penn, erano eroi part-time.
Voce originale: Adam DeVine
Voce italiana: Fabrizio Vidale
- Sashi Kobayashi: Un'altra amica di Penn e spalla part-time. Sashi è l'unica ragazza nella sua squadra, ma nonostante ciò, è abbastanza maschiaccio e aggressiva, con un atteggiamento violento. Le forme che lei assume spesso implicano l'essere presa in giro dai suoi compagni di squadra, ma questo non le impedisce di dimostrare quanto valorosa sia. Sashi funge spesso da voce della ragione e della comprensione, nonostante il suo comportamento. Sashi porta degli occhiali che possono proiettare schermi olografici che informano il trio nelle loro missioni. I genitori di Sashi non sono a conoscenza del suo lavoro come spalla part-time per contribuire a salvare i mondi. Invece, pensano che lavori  presso un ristorante, che è in realtà la sede dei cattivi part-time.
Voce originale: Tania Gunadi
Voce italiana: Erica Necci
- Phyllis: Una donna burbera e spesso irritabile, guardiana del Transproiettore Multiversale (MUT) utilizzato da Penn e il suo team per viaggiare in altri mondi e combattere il male. Il MUT è situato in un cinema abbandonato, che si trova proprio accanto alla base dei cattivi part-time. Si scopre durante un flashback in un episodio che proprio lei è riuscita a far sì che i genitori di Penn diventassero degli eroi part-time. Ha un orsacchiotto di nome Karen.
Voce originale: Sam J. Levine
Voce italiana: Oreste Baldini

### Nemici
- Rippen: L'antagonista principale e cattivo part-time. Rippen è convinto del proprio genio, ma spesso si trova ad affrontare la stupidità del suo seguace Larry. Rippen odia Penn e dei suoi amici, ed è pienamente consapevole su chi sono veramente, ma è continuamente ostacolato da loro in altri mondi. Il suo aspetto normale include pelle pallida e capelli neri. Quando non è nei panni di cattivo part-time, Rippen è l'insegnante d'arte al liceo di Penn. La sua grande aspirazione è quella di diventare un cattivo a tempo pieno, il che implicherebbe a realizzare con successo un piano malvagio, senza essere ostacolato dalla squadra di Penn. In un episodio, egli sostiene di avere una sorella di nome Vlurgen che era la preferita dai suoi genitori. In un altro episodio, si scopre durante un flashback che era Rippen che ingannò i genitori, intrappolandoli in un'altra dimensione.
Voce originale: Alfred Molina
Voce italiana: Massimo Lodolo
- Preside Larry: L'aiutante part-time di Rippen, un ometto che indossa occhiali (e che lo fanno sembrare più idiota). Sembra essere molto fortunato, come mostrato nell'episodio in un episodio, dove rivela a Penn che aveva vinto la lotteria 32 volte. Lui ha la tendenza di fare monologhi, con grande disapprovazione di Rippen, e le sue discussioni spesso rafforzano il fatto che lui è un po' fuori di contatto con la realtà. La sua unica virtù infame è che lui è ciecamente fedele a Rippen, al punto che quest'ultimo è disposto a volte a perdonare la sua incompetenza. I suoi occhiali hanno la stessa funzionalità di quelli di Sashi. Quando non è un aiutante part-time, Larry è il preside del liceo di Penn.
Voce originale: Larry Wilmore
Voce italiana: Marco Guadagno
- Phil: L'assistente di Rippen e Larry che opera proprio portale nel pesce bastone su un ristorante Stick. Alla stessa maniera di Phyllis, anche lui sembra essere d'animo burbero.
Voce originale: Sam J. Levine
Voce italiana: Alessandro Budroni

### Personaggi ricorrenti
- Vonnie Zero: La madre di Penn, un'eroina a tempo pieno che, a causa di Rippen, viene intrappolata in un'altra dimensione insieme al marito Brock. Ama il suo figlio teneramente, e capisce che le manca. Tuttavia, il suo lato materno amoroso è accoppiato da una forte aggressività, lei è perfettamente in grado di gestire se stessa in una lotta, pur essendo un essere umano ordinario.
Voce originale: Lea Thompson
Voce italiana: Giovanna Rapattoni
- Brock Zero: Il padre di Penn, un eroe a tempo pieno che, a causa di Rippen, viene intrappolato in un'altra dimensione con la moglie Vonnie. Da una parte è un combattente senza paura, dall'altra un padre amorevole, con una tendenza a far sembrare le cose imbarazzanti durante i contatti olografici con suo figlio e i suoi amici.
Voce originale: Gary Cole
Voce italiana: Sergio Lucchetti
- Zia Rose: La zia di Penn, ama stare con lui mentre i suoi genitori sono via. Lei sembra avere poco in comune con i suoi parenti, e Penn deve vivere sotto lo stesso tetto con lei e suo marito Chuck.
Voce originale: Rosie Perez
Voce italiana: Paola Giannetti
- Zio Chuck: Lo zio di Penn, un uomo calvo che vive con sua moglie Rose. Apparentemente, non sembra esserne coinvolto negli affari dei genitori di Penn.
Voce originale: Lenny Venito
Voce italiana: Raffaele Palmieri
- Sylvester e Tia Kobayashi: I genitori di Sashi, che, a differenza di Boone e i genitori di Penn, non sono mai stati eroi part-time.
Voci originali: George Takei e Lauren Tom
Voci italiane: Dario Oppido e Stefanella Marrama
- Il vecchio Middleburg: Un vecchietto calvo e dalla lunga barba bianca. Anche se non partecipa alle proiezioni sembra consapevole dell'esistenza del MUT. Compie azioni diverse ma pur sempre un po' strampalate.
Voce originale: Jess Harnell
Voce italiana: Gianluca Machelli

### Personaggi dei mondi
- Skeily Briks: Lo sceriffo del mondo cowboy-dinosauri, è un po' strambo e ha la memoria molto corta. Non riesce a pronunciare il nome di Penn.
Voce originale: Beau Bridges
Voce Italiana: Massimo Lopez
- Capitano Super Capitano: Un supereroe del mondo dei supereroi, ricordato soprattutto perché ci mette un sacco di tempo a dire il suo nome, crea campi di forza e ha la super-forza.
Voce originale: Adam West
Voce italiana: Massimiliano Plinio
- Nag: Una cavernicola del mondo dei cavernicoli dove è usata come "satellite". Molto agitata, sembra detestare il suo mondo.
Voce originale: Maria Bamford
Voce italiana: Benedetta Degli Innocenti
- La Splendente Shirley B: un giocattolo con manie di protagonismo ma molto coraggiosa, è molto stimata da Sashi.
Voce originale: Wanda Sykes
Voce italiana: Daniela Calò
- Blaze: un drago del mondo dei draghi, molto dinamico ed esibizionista. Ha una relazione con Sashi.
Voce originale: Sean Astin
Voce italiana: Gianluca Crisafi

## Episodi
| Stagione         | Episodi | Prima TV USA | Prima TV Italia |
| ---------------- | ------- | ------------ | --------------- |
| Prima stagione   | 21      | 2014-2015    | 2015            |
| Seconda stagione | 14      | 2017         | 2017            |